# Aeropuerto T1-T2-T3
Aeropuerto T1-T2-T3 è una stazione della metropolitana di Madrid della linea 8.
È ubicata all'interno del terminal T2 dell'aeroporto di Madrid-Barajas.
La sua tariffa corrisponde a quella della zona A ma è richiesto il pagamento di un supplemento aggiuntivo di 3€, così come nella stazione di Aeropuerto T4.

## Storia
La stazione è stata aperta al pubblico il 14 giugno 1999 col nome di Aeropuerto, alla presenza della famiglia reale spagnola e del presidente della Comunidad de Madrid. È stata capolinea della linea fino al 7 settembre dello stesso, quando venne aperto il tratto che porta alla stazione di Barajas. Il 3 maggio 2007 è stata ribattezzata con l'attuale nome, dopo l'apertura della stazione di Aeropuerto T4.